# Wladimir Aichelburg
Wladimir Aichelburg (* 17. Mai 1945 in Prag) ist ein österreichischer Historiker, Archivar und Publizist.
Aichelburg wurde ursprünglich als Funktechniker ausgebildet und ist 1967 aus der Tschechoslowakei emigriert. Von 1968 bis 1976 studierte er an der Universität Wien, insbesondere am Institut für Zeitgeschichte und schloss das Studium mit dem Doktorat ab. Gleichzeitig war er im Atelier Arnulf Rainer sowie für die Wiener Galerie Ariadne tätig, von 1972 bis 2010 war er zudem Archivar des Wiener Künstlerhauses. Aichelburg ist Mitbegründer des Erzherzog Franz Ferdinand Museums im Schloss Artstetten, dessen wissenschaftlicher Leiter er von 1982 bis 1989 sowie 1999 bis 2005 war. Seine Spezialgebiete sind die bildenden Kunst, Habsburgica und die österreichische Marine.

## Schriften (Auswahl)
- K.u.k. Marinealbum, Schiffe und Häfen Österreich-Ungarns in alten Photographien. Molden, Wien 1976.
- Quellen zur Geschichte der Familie Aichelburg. Selbstvervielfältigung, Band 1: Heirats- und Todesanzeigen. Wien 1977; Band 2. Allgemeine Literaturauszüge. Wien 1979; Band 3: Heirats- und Todesanzeigen. Wien 1982; Band 4: Das Urkundenbuch. Wien 1983.
- Kriegsschiffe auf der Donau., Heft 37 der Militärhistorischen Schriftenreihe hrsg. vom Heeresgeschichtlichen Museum, Wien 1978; 2. Auflage Wien 1982.
- Die Tegetthoff-Klasse, Österreich-Ungarns größte Schlachtschiffe. ARGE für Marinegeschichte Wien 1979; 2. Auflage im Bernard & Graefe Verlag München 1981.
- K.k. Wiener Bilder, Die Hauptstadt Österreich-Ungarns in alten Photographien. Verlag Orac, Wien 1979; unveränderter Nachdruck Wien 1986.
- Die Unterseeboote Österreich-Ungarns. 2 Bände, Akademische Druck- und Verlagsanstalt, Graz 1981.
- K.u.k. Segelschiffe in alten Photographien. Orac-Pietsch, Wien 1981; Neuauflage Österreichische Staatsdruckerei Wien 1996.
- K.u.k. Dampfschiffe, Kriegs-, Handels- und Passagierschiffe in alten Photographien. Orac-Pietsch, Wien 1982; Neuauflage Österreichische Staatsdruckerei Wien 1996.
- Erzherzog Franz Ferdinand und Artstetten. Orac, Wien 1983 (7 Auflagen); englisch-französische Übersetzung Verlag Orac, Wien 1984; unveränderter Nachdruck 1992.
- Sarajevo 28. Juni 1914, Das Attentat auf Erzherzog Franz Ferdinand von Österreich-Este in Bilddokumenten.  Orac, Wien 1984, 2. Auflage Verlag Österreich, Wien 1999.
- K.u.k. Yachten und Yachtclubs Österreich-Ungarns in alten Photographien. Orac, Wien 1986; in drei verschiedenen Ausgaben – Festschrift 100 Jahre Union Yachtclub – mit unterschiedlichem Umfang; Neuauflage der Buchhandel-Fassung Österreichische Staatsdruckerei Wien 1996.
- Das Wiener Künstlerhaus, 125 Jahre in Bilddokumenten. Kunstverlag Wolfrum, Wien 1986.
- Maximilian, Erzherzog von Österreich, Kaiser von Mexiko in zeitgenössischen Photographien. Orac, Wien 1987.
- Die Handelsschiffe Österreich-Ungarns im Weltkrieg 1914–1918. H. Weishaupt Verlag, Graz 1988.
- Massimiliano d’Asburgo e la Marina Austriaca, Testimonianze fotografiche. Edizioni B & M. Fachin, Triest 1989 (erschienen wöchentlich in Fortsetzungsheften und anschließend als Buch).
- Das Künstlerhaus und seine Künstler. In der Reihe Historisches Wien, Europäische Bibliothek, Zaltbommel 1994.
- Ende einer Seemacht, Fotodokumente zu Österreich-Ungarns Marinegeschichte 1900–1918 zusammen mit Walther Schaumann, Peter Jung und Peter Schubert, Verlag Mayer & Comp., Klosterneuburg-Wien 1995.
- K.u.k. Flotte 1900–1918. Die letzten Kriegsschiffe Österreich-Ungarns in alten Photographien. Verlag Österreich, Wien 1998, sowie E. S. Mittler & Sohn, Hamburg 1998.
- Gemeinschaft bildender Künstler. Wien 1998 (historischer Teil der Publikation).
- Le navi degli Asburgo, Quando l’Austria era una potenza navale. MGS Press, Triest 1999.
- Erzherzog Franz Ferdinand von Österreich-Este und Artstetten. Johann Lehner, Wien 2000.
- Der Thronfolger und das Meer, k.u.k. Admiral Erzherzog Franz Ferdinand von Österreich-Este in zeitgenössischen Bilddokumenten. Neuer Wissenschaftlicher Verlag, Wien 2001.
- Schlachtschiffe Österreich-Ungarns, Die Habsburg-Klasse, Habsburg, Arpad und Babenberg in zeitgenössischen Dokumenten, Neuer Wissenschaftlicher Verlag Wien 2001.
- I Velieri degli Asburgo, La Marina austriaca tra storia e leggenda, MGS Press, Trieste 2001.
- Register der k.(u.)k. Kriegsschiffe, Von Abbondanza bis Zrinyi, Neuer Wissenschaftlicher Verlag Wien-Graz 2002.
- Das Wiener Künstlerhaus 1861–2001. Band 1: Die Künstlergenossenschaft und ihre Rivalen Secession und Hagenbund. Österreichischer Kunst- und Kulturverlag Wien 2003.
- Der Thronfolger und die Architektur, Erzherzog Franz Ferdinand von Österreich-Este als Bauherr. Neuer Wissenschaftlicher Verlag, Wien/Graz 2003.
- Schätze aus dem Künstlerhausarchiv. Ausstellungsbegleitheft 68, Wiener Stadt- und Landesarchiv 2004.
- 100 Jahre, Vom Österreichischen Flottenverein zum Österreichischen Marineverband. Herausgegeben mit Karl Skrivanek, ÖMV Wien 2004.
- Herren, Freiherren und Grafen von und zu Aichelburg 1500–2000, Ein halbes Jahrtausend einer europäischen Familie in ihren Höhepunkten und Tiefen, Versuch einer Familiengeschichte., Selbstverlag´, Wien 2004.
- Patrouillenboote des Österreichischen Bundesheeres Niederösterreich und Oberst Brecht, Dokumentation anläßlich der Übergabe der Boote an das Heeresgeschichtliche Museum und in die Pflege des Österreichischen Marineverbands, Marinekameradschaft Admiral Erzherzog Franz Ferdinand. Österreichischer Marineverband Wien 2007.
- Erzherzog Franz Ferdinand von Österreich-Este 1863–1914. 3 Bände, Verlag Berger, Horn/Wien 2014, ISBN 978-3-85028-624-4.